# Соціал-ліберальний союз
Соціал-ліберальний союз (рум. Uniunea Social Liberală, USL) — політичний союз політичних партій в Румунії. USL був сформований 5 лютого 2011 між Соціал-демократичною, Націонал-ліберальною і Консервативною партіями. 10 червня 2012 USL виграв місцеві, а 9 грудня того ж року — парламентські вибори.
Разом Націонал-ліберальна партія і Консервативна партія сформували Правоцентристський альянс, який де-факто, розчинився в листопаді 2013. У серпні — вересні 2012 року, Соціал-демократична партія та Національний союз за прогрес Румунії сформували Лівоцентристський альянс.
Правоцентристська Націонал-ліберальна партія вийшла з альянсу і приєдналась до опозиції 25 лютого 2014.